# TouchPad
TouchPad為惠普公司首部採用Palm研發的webOS操作系統的平板電腦，2011年7月1日於美國首先推出。
2011年8月惠普宣布停止生產TouchPad平板電腦和webOS智能手機產品，並以低價售賣停產TouchPad，但香港HP員工涉嫌私下放售，引發市民向廉政公署舉報。

## 外部連結
- （英文） TouchPad官方網站（页面存档备份，存于）
- （英文） Touchdroid官方網站